# Unión Cívica Radical Junta Renovadora
Pour les articles homonymes, voir Union civique radicale (homonymie).
L’Union civique radicale Junta Renovadora (en espagnol Unión Cívica Radical Junta Renovadora, sigle UCR-JR) était un parti politique argentin créé en 1945, qui réunissait des personnalités radicales désireuses, au rebours de la consigne du Parti radical, de soutenir le candidat Perón lors des élections présidentielles de 1946, et qui contribua ainsi à fonder le péronisme. Il sera dissous en 1947 pour s’incorporer dans le Parti justicialiste.

## Histoire

### Origine
L’Union civique radicale Junta Renovadora (UCR-JR ; littér. Comité renovateur) fut mis sur pied en 1945 par un groupe de dirigeants radicaux qui avaient résolu d’appuyer politiquement Juan Perón, à l’encontre de la décision prise par les instances de l’Union civique radicale, qui avaient adopté un positionnement ouvertement anti-péroniste.

### Action politique
L’UCR-JR était dirigée notamment par Juan Hortensio Quijano, Armando Antille, Juan Isaac Cooke, Eduardo Colom, Alejandro Leloir, Vicente Saadi, et d’autres personnalités radicales, et sera l’un des trois partis qui apportèrent leur soutien à la candidature à la présidence de Juan Perón aux élections du 24 février 1946 (les deux autres étant le Parti travailliste, fondé par les syndicats, et le Parti independant, fondé par un groupe de conservateurs). Lors de ce scrutin, l’UCR-JR, le Parti travailliste et le Parti indépendant obtinrent ensemble 56% des voix, remportant non seulement l’élection présidentielle, mais aussi la quasi-totalité des provinces.
Ces trois partis décidèrent de coordonner leur action politique au sein d’un Comité national de coordination politique, que présidait l’avocat du syndicat de cheminots Juan Atilio Bramuglia. Il y fut convenu que chacun des partis choisirait ses propres candidats et que 50% des postes seraient dévolus au Parti travailliste, tandis que les 50% restants seraient répartis à parts égales entre l’UCR-JR et le Parti indépendant,. 
Si le Parti travailliste obtint certes la plupart des voix qui portèrent Perón au pouvoir, l’apport de l’UCR-JR fut décisif pour remporter la victoire dans un certain nombre de provinces.
L’importance de l’UCR-JR se traduira par le fait que Juan Hortensio Quijano fut, en binôme avec Perón, candidat à la vice-présidence en 1946 et derechef en 1952, et qu’Armando Antille exerça comme sénateur pour la province de Santa Fe en 1946 et 1952. Juan Cooke pour sa part se verra confier la fonction d’ambassadeur d’Argentine auprès des Nations unies entre 1953 et 1954.
En 1947, Perón fit dissoudre les trois partis sur lesquels il s’appuyait (c’est-à-dire donc l’UCR-JR, le Parti travailliste et le Parti indépendant) pour les fusionner en un nouveau parti, le Parti péroniste.